# Canoa/kayak ai Giochi della XVIII Olimpiade - K1 1000 metri maschile
La competizione del K1 1000 metri di Canoa/kayak ai Giochi della XVIII Olimpiade si è disputata nei giorni dal 20 al 22 ottobre 1964 nel bacino del  Lago Sagami a Sagamihara.

## Programma
| Data            | Round        | Nota                                            |
| --------------- | ------------ | ----------------------------------------------- |
| 20 ottobre 1964 | 3 Batterie   | I primi 3 in semifinale. I restanti ai recuperi |
| 20 ottobre 1964 | 2 Recuperi   | I primi 2 in semifinale                         |
| 21 ottobre 1964 | 3 Semifinali | I primi 3 in finale                             |
| 22 ottobre 1964 | Finale       |                                                 |

## Risultati

### Batterie
| Pos. | Atleta              | Nazione     | Tempo   |
| ---- | ------------------- | ----------- | ------- |
| 1    | Erik Hansen         | Danimarca   | 4'00"58 |
| 2    | Mihály Hesz         | Ungheria    | 4'02"90 |
| 3    | Rolf Peterson       | Svezia      | 4'04"27 |
| 4    | Antonius Geurts     | Paesi Bassi | 4'10"68 |
| 5    | Ilkka Nummisto      | Finlandia   | 4'14"34 |
| 6    | Hideo Shigashiyama  | Giappone    | 4'17"47 |
| -    | Coles Philip Walter | Australia   | NP      |

| Pos. | Atleta             | Nazione     | Tempo   |
| ---- | ------------------ | ----------- | ------- |
| 1    | Aurel Vernescu     | Romania     | 4'02"06 |
| 2    | Erich Suhrbier     | Germania    | 4'03"44 |
| 3    | Günther Pfaff      | Austria     | 4'07"65 |
| 4    | Arpad Simonyik     | Canada      | 4'12"48 |
| 5    | Tony Ralphs        | Stati Uniti | 4'21"53 |
| 6    | Fernando Inchauste | Bolivia     | 5'48"74 |

| Pos. | Atleta                  | Nazione          | Tempo   |
| ---- | ----------------------- | ---------------- | ------- |
| 1    | Władysław Szuszkiewicz  | Polonia          | 4'06"48 |
| 2    | Alistair Wilson         | Gran Bretagna    | 4'09"44 |
| 3    | Igor Pisarev            | Unione Sovietica | 4'11"91 |
| -    | Todorov Gerogi Dimitrov | Bulgaria         | NP      |
| -    | Zilioli Cesare          | Italia           | NP      |
| -    | Roels Rene              | Belgio           | NP      |

### Recuperi
| Pos. | Atleta             | Nazione     | Tempo   |
| ---- | ------------------ | ----------- | ------- |
| 1    | Hideo Shigashiyama | Giappone    | 4'42"93 |
| 2    | Antonius Geurts    | Paesi Bassi | 4'45"53 |
| 3    | Tony Ralphs        | Stati Uniti | 5'09"14 |

| Pos. | Atleta             | Nazione   | Tempo   |
| ---- | ------------------ | --------- | ------- |
| 1    | Arpad Simonyik     | Canada    | 5'31"18 |
| 2    | Ilkka Nummisto     | Finlandia | 5'31"76 |
| 3    | Fernando Inchauste | Bolivia   | 6'07"70 |

### Semifinali
| Pos. | Atleta             | Nazione          | Tempo   |
| ---- | ------------------ | ---------------- | ------- |
| 1    | Erik Hansen        | Danimarca        | 4'03"00 |
| 2    | Erich Suhrbier     | Germania         | 4'04"05 |
| 3    | Igor Pisarev       | Unione Sovietica | 4'09"95 |
| 4    | Hideo Shigashiyama | Giappone         | 4'17"44 |

| Pos. | Atleta          | Nazione       | Tempo   |
| ---- | --------------- | ------------- | ------- |
| 1    | Aurel Vernescu  | Romania       | 4'03"35 |
| 2    | Rolf Peterson   | Svezia        | 4'06"97 |
| 3    | Alistair Wilson | Gran Bretagna | 4'07"61 |
| 4    | Arpad Simonyik  | Canada        | 4'13"59 |

| Pos. | Atleta                 | Nazione     | Tempo   |
| ---- | ---------------------- | ----------- | ------- |
| 1    | Günther Pfaff          | Austria     | 4'03"53 |
| 2    | Mihály Hesz            | Ungheria    | 4'04"57 |
| 3    | Antonius Geurts        | Paesi Bassi | 4'05"27 |
| 4    | Władysław Szuszkiewicz | Polonia     | 4'08"51 |
| 5    | Ilkka Nummisto         | Finlandia   | 4'17"47 |

### Finale
| Pos.    | Atleta          | Nazione          | Tempo   |
| ------- | --------------- | ---------------- | ------- |
| Oro     | Rolf Peterson   | Svezia           | 3'57"13 |
| Argento | Mihály Hesz     | Ungheria         | 3'57"28 |
| Bronzo  | Aurel Vernescu  | Romania          | 4'00"77 |
| 4       | Erich Suhrbier  | Germania         | 4'01"62 |
| 5       | Günther Pfaff   | Austria          | 4'03"56 |
| 6       | Antonius Geurts | Paesi Bassi      | 4'04"48 |
| 7       | Erik Hansen     | Danimarca        | 4'04"48 |
| 8       | Alistair Wilson | Gran Bretagna    | 4'05"80 |
| 9       | Igor Pisarev    | Unione Sovietica | 4'07"67 |